# Forces armées tongiennes
Les Forces armées de Sa Majesté, anciennement les Services de défense tongiens, sont les forces armées du Royaume des Tonga.

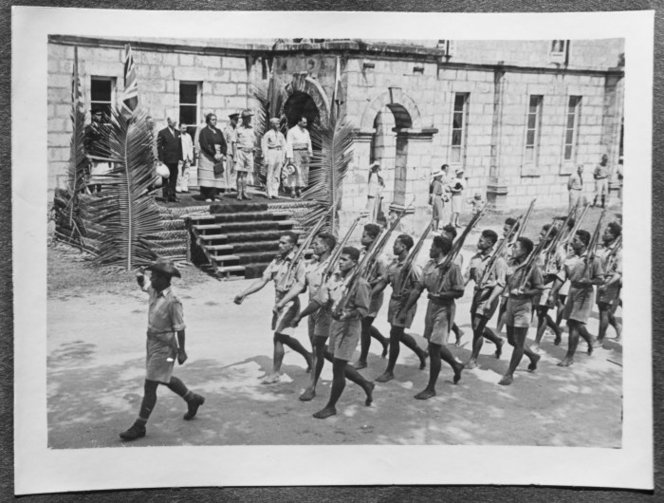
Parade des forces armées tongiennes aux Tonga en 1943, pour célébrer la capitulation de l'Italie durant la Seconde Guerre mondiale.

## Histoire
Les Tonga sont une ancienne puissance régionale, du temps de l'empire Tuʻi Tonga, du XIIIe au XVIe siècle environ. Mais les forces armées contemporaines sont le fruit de l'État tongien moderne. La Force de défense tongienne est établie en 1939, au début de la Seconde Guerre mondiale, alors que les Tonga sont un protectorat de l'Empire britannique. Formés par la Nouvelle-Zélande, deux contingents tongiens, d'environ 2 000 hommes au total, prennent part aux combats aux îles Salomon, durant la guerre du Pacifique. En 1946, cette armée prend le nom de Services de défense tongiens.
Le royaume retrouve sa pleine souveraineté en 1970. Ses forces armées ont été déployées plusieurs fois à l'étranger depuis cette date. De 1990 à 1995, elles prennent part aux opérations de maintien de la paix à Bougainville, île en Papouasie-Nouvelle-Guinée où sévit un mouvement séparatiste. En 2003, les forces tongiennes prennent part à la mission RAMSI, intervention régionale pilotée par l'Australie pour ramener la paix et l'ordre aux Salomon. De mai 2004 à décembre 2004 puis de 18 aout au novembre 2008, les Tonga déploient 45 puis 55 soldats dans le cadre de la Coalition militaire en Irak menée par les États-Unis, chargé de la sécurité de quartiers généraux. Aucune perte n'a été déclarée parmi les 200 marines qui participèrent au total à ces missions. En février 2011, des forces tongiennes sont envoyées en Afghanistan, dans le dernier stade de la guerre d'Afghanistan.
À domicile, les forces armées tongiennes ont été déployées en réponse aux émeutes dans la capitale, Nukuʻalofa, en 2006. La marine tongienne est également employée pour lutter contre les activités de pêche illégale en eaux tongiennes, et pour défendre la souveraineté tongienne sur les récifs de Minerva, contestée par les Fidji. En juin 2011, un navire de la marine fidjienne se retire des récifs à l'approche de deux navires de la marine tongienne.

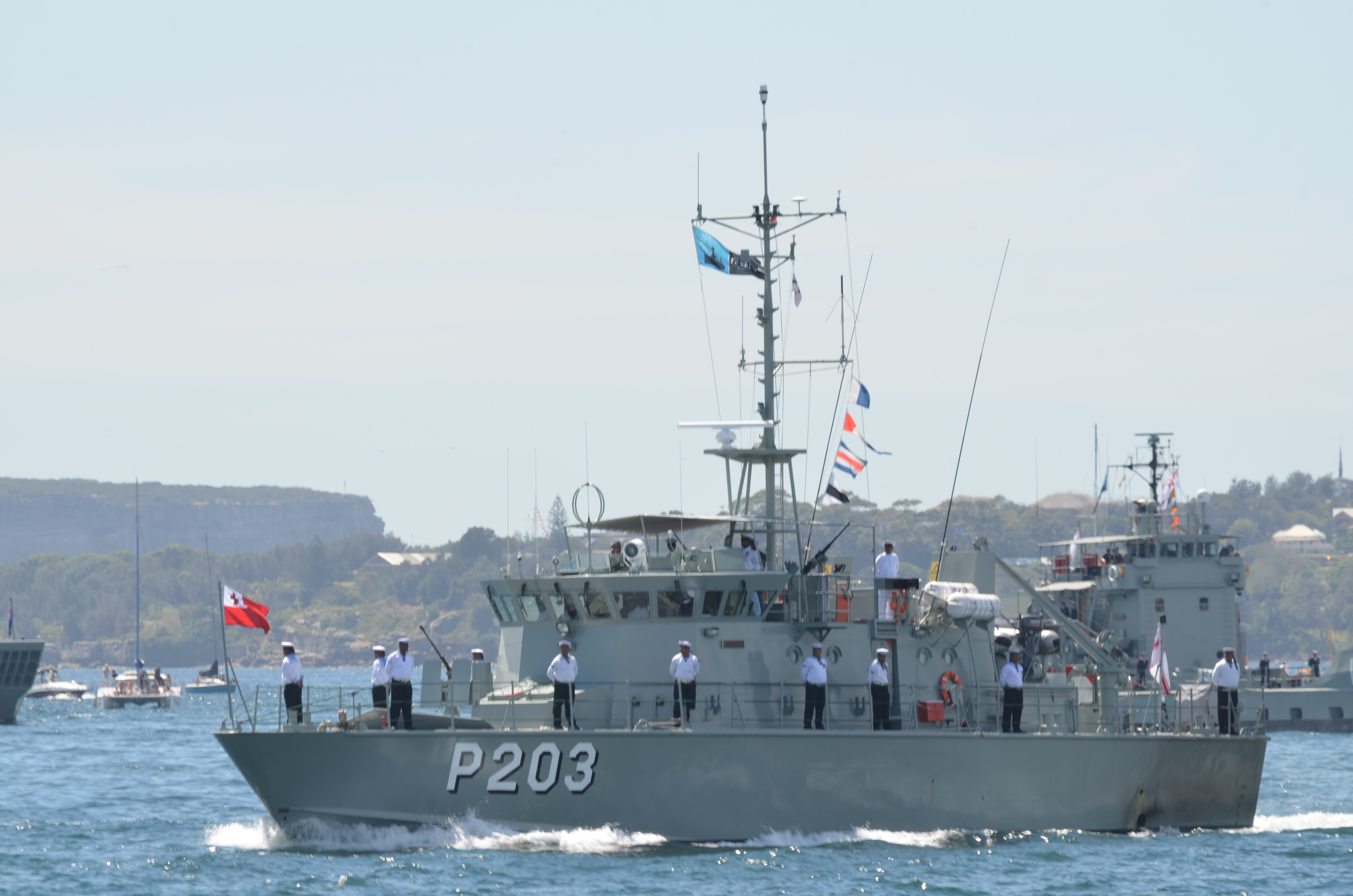
Le bateau de patrouille tongien VOEA Savea en 2013.

En septembre 2013, les Forces de défense sont rebaptisées « Forces armées de Sa Majesté ». À la suite de réformes introduisant davantage de démocratie dans le royaume, et conférant au roi un statut essentiellement symbolique, ce changement, validé par le Parlement, vise à réaffirmer que les forces armées sont sous le commandement du roi. Il s'agit officiellement d'éviter toute 'politisation' des forces militaires.

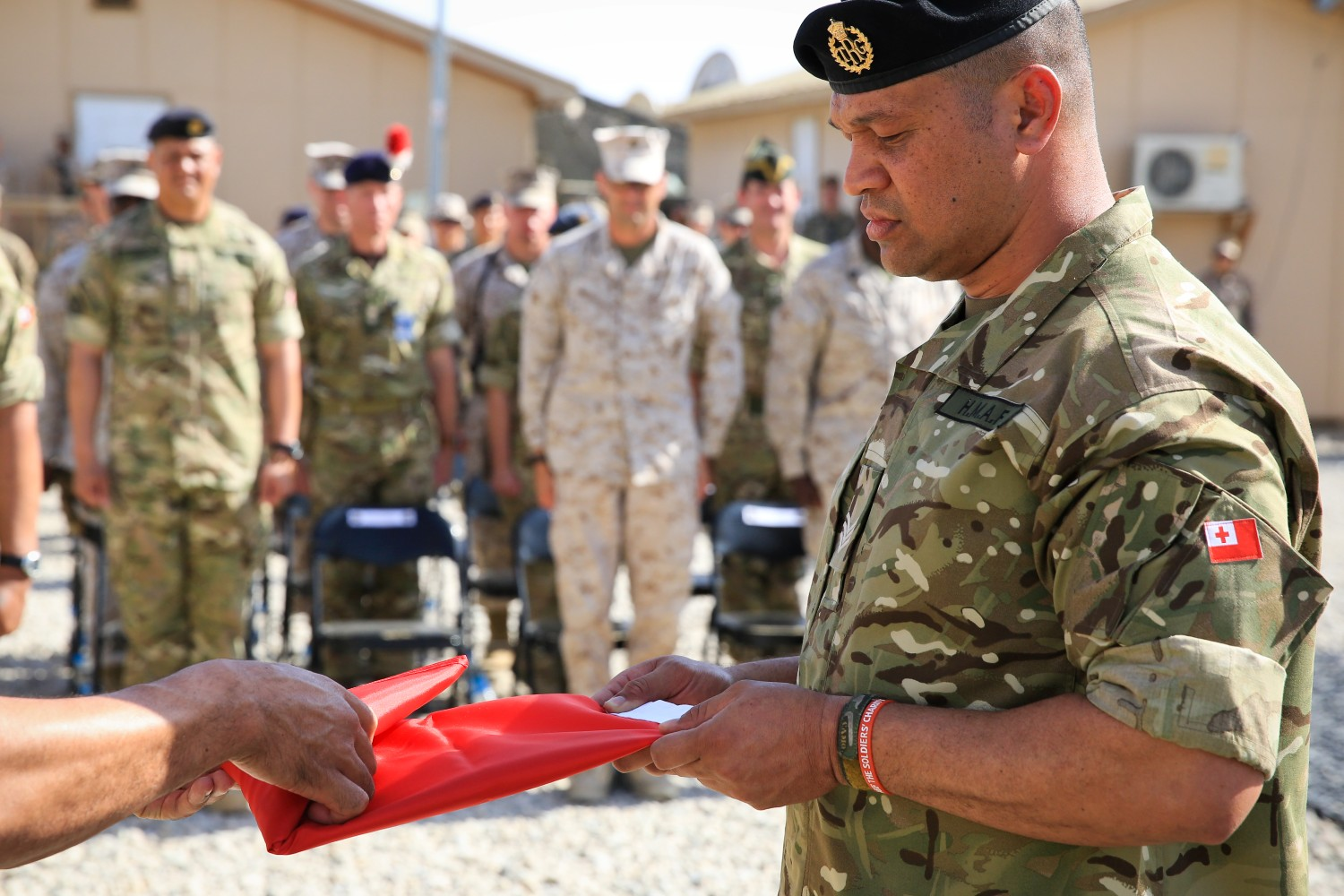
À Helmand, repli du drapeau marquant la fin du déploiement des soldats tongiens en Afghanistan, en avril 2014.

Le 2 février 2024, le roi Tupou VI prétend retirer le ministère de la Défense, et donc la responsabilité pour les forces armées, au Premier ministre Siaosi Sovaleni. L’attorney general (conseiller juridique du gouvernement) rappelle toutefois que la Constitution des Tonga ne permet au roi de destituer des ministres qu'à la demande du Premier ministre, ainsi que de destituer le Premier ministre si celui-ci perd un vote de confiance à l'Assemblée,,.

## Mission
Telle que définie par la loi Tonga Defence Services Act de 1992, la mission des forces armées est de défendre le royaume, aider les autorités civiles à y maintenir l'ordre, et exercer toute autre fonction que pourrait décider le roi.
Par ailleurs, les forces armées constituent la principale force de gestion des désastres naturels. Elle fournit également à ses recrues des formations très prisées, de qualité souvent supérieure à celles dispensées par les institutions civiles, notamment en matière de technologies de l'information, ou encore d'ingénierie.
Enfin, depuis 2004, la préparation à la lutte contre le terrorisme fait également partie des missions des forces armées.

## Composition
Les forces tongienne se décomposent en une garde royale, et en une force maritime, la Marine tongienne. Celle-ci inclut une infanterie de marine (les Royal Tongan Marines), et une composante aérienne militaire. Cette dernière est établie en 1996 avec deux avions : un Beech 18, et un Champion Citabria à des fins d'entraînement. La Marine tongienne est composée de six navires, des bateaux de patrouille fournis par l'Australie, et opérés au total par quelque 130 marins. Les forces armées tongiennes comptent en tout 500 hommes.

Forces armées tongiennes
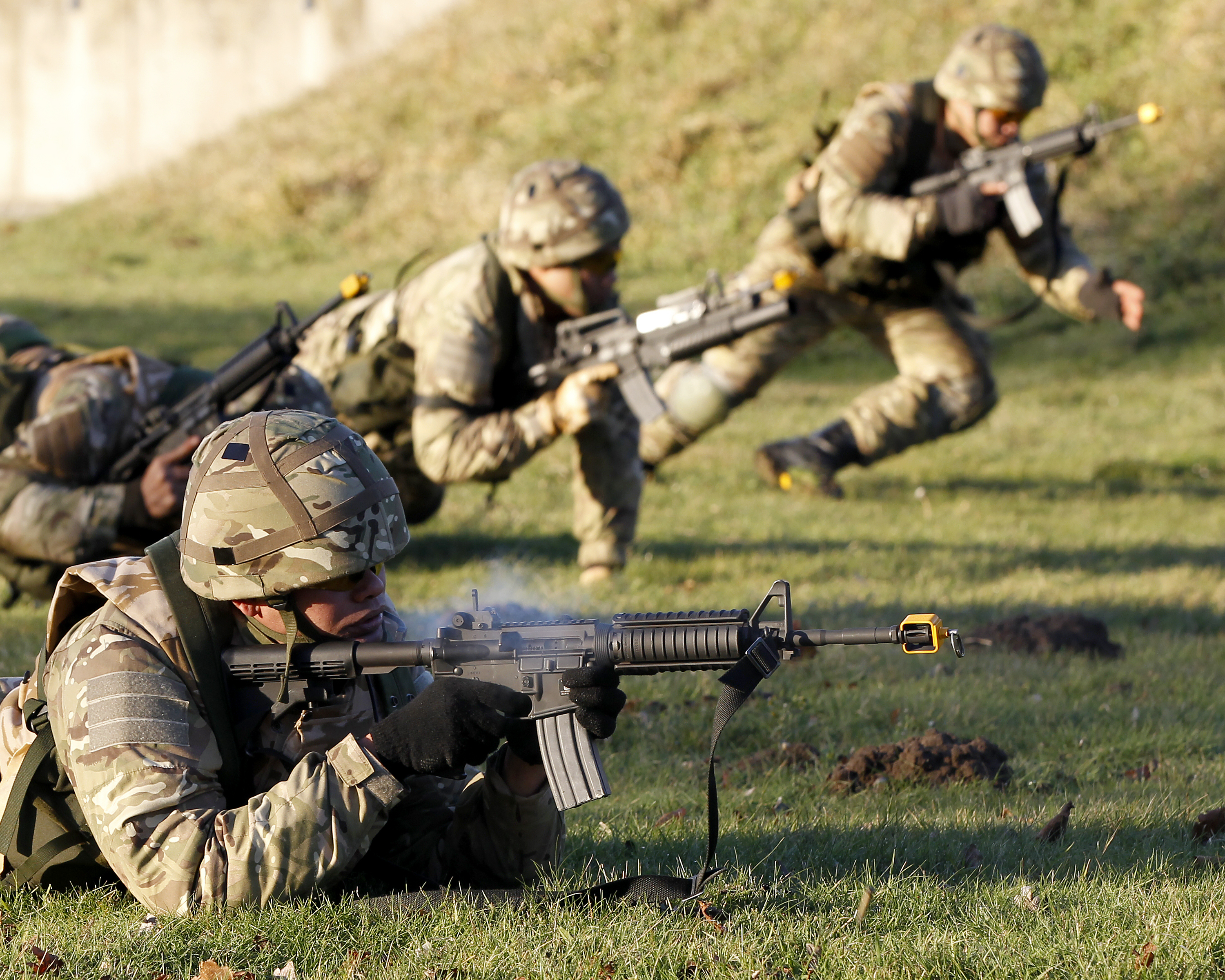
Soldats tongiens à l'entraînement en Angleterre en 2010 avant une mission en Afghanistan
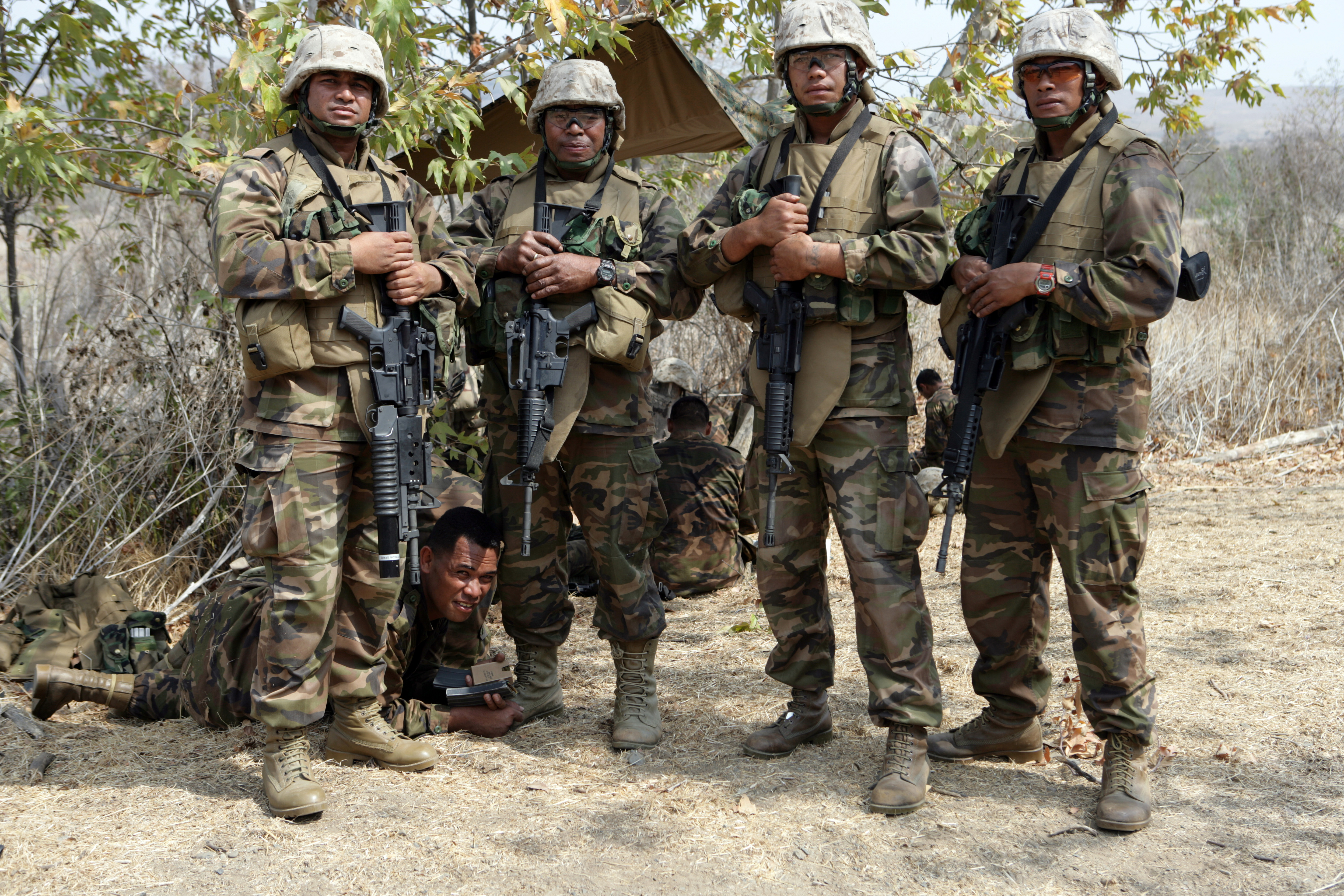
Fantassins de marine tongiens lors d'un exercice aux États-Unis en 2007

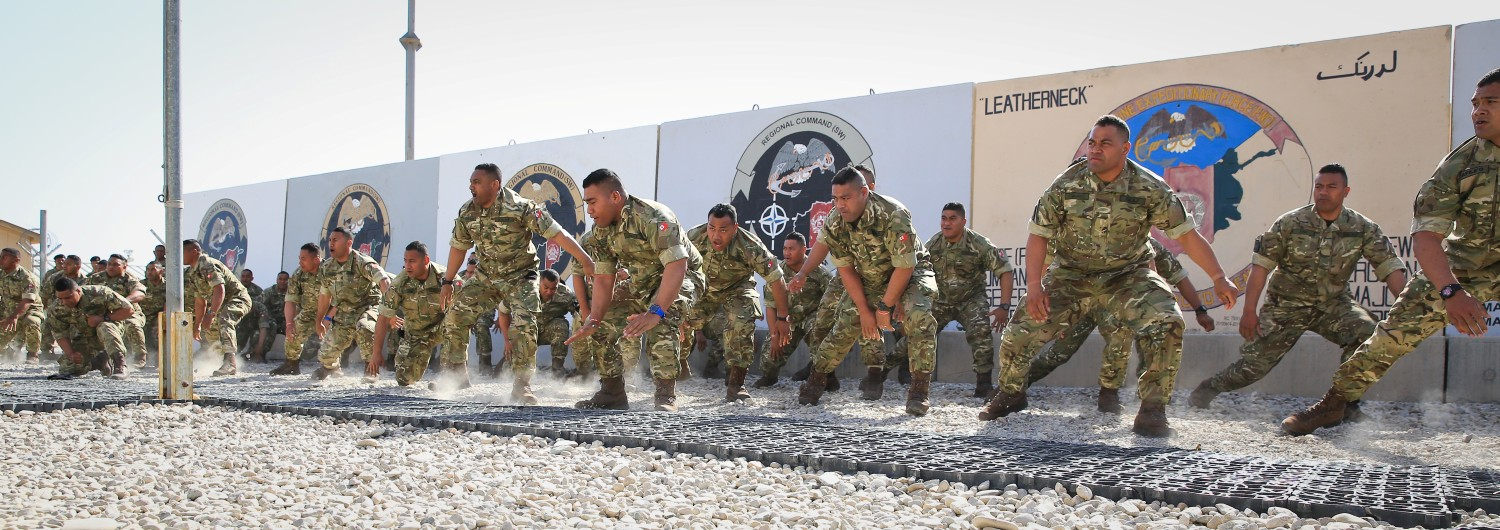
Soldats tongiens pratiquant un kailao en Afghanistan en 2014